# 烷氧基

蓝色部分为烷氧基

烷氧基（英語：Alkoxy group）是直链烃氧基的命名基础，指烷基與氧原子連結後的生成基團。此類官能團可以有很多種，最簡單的是甲氧基（-OCH3）。乙氧基（-OCH2CH3）存在於有機化合物苯乙醚（C6H5OCH2CH3）中。除了烷氧基外也存在著芳氧基。
當醇的氫原子被金屬（例如鈉）取代時會形成烷基氧化物（醇氧化物），它為醇的衍生物。